# Exoprosopa monticola
Exoprosopa monticola är en tvåvingeart som beskrevs av Hesse 1956. Exoprosopa monticola ingår i släktet Exoprosopa och familjen svävflugor. Inga underarter finns listade i Catalogue of Life.